# .us
.us és el domini d'alt nivell territorial (ccTLD) dels Estats Units. Fou introduït per primer cop el 1985. Les webs que l'utilitzen han de ser ciutadans, residents o organitzacions comercials dels Estats Units d'Amèrica o entitats estrangeres amb presència al país.
Cada estat dels Estats Units d'Amèrica té assignat un domini territorial de segon nivell. Per exemple .ny.us està reservat per llocs web a l'Estat de Nova York i va.us per a Virgínia malgrat que d'altres com l'Estat de Califòrnia utilitzen el .gov. Altres territoris com la Samoa Americana, Puerto Rico o les Illes Verges Americanes tenen els seus propis ccTLD.